# تنئی
تنئی (به ژاپنی: 天永 Ten'ei) نام یک عصر تاریخی ژاپنی (نِنگُو) بود. این عصر بعد از تننین (دوره) و قبل از ایکئو قرار داشت و از ژوئیه ۱۱۱۰ تا ژوئیه ۱۱۱۳ میلادی به طول انجامید. در طی این عصر امپراتور توبا، امپراتور ژاپن بود.